# Mlokomaniswetan
Mlokomaniswetan is een bestuurslaag in het regentschap Wonogiri van de provincie Midden-Java, Indonesië. Mlokomaniswetan telt 3948 inwoners (volkstelling 2010).